# マレー (ケンタッキー州)
マレー（英: Murray）は、アメリカ合衆国ケンタッキー州西部カロウェイ郡にある第3等級都市であり、同郡の郡庁所在地である。2010年国勢調査での人口は17,741 人であり、州内第22位である。カロウェイ郡単独でマレー小都市圏と指定されており、2010年の人口は37,191人だった。
市内にはマレー州立大学がある。

## 歴史

### 開拓初期

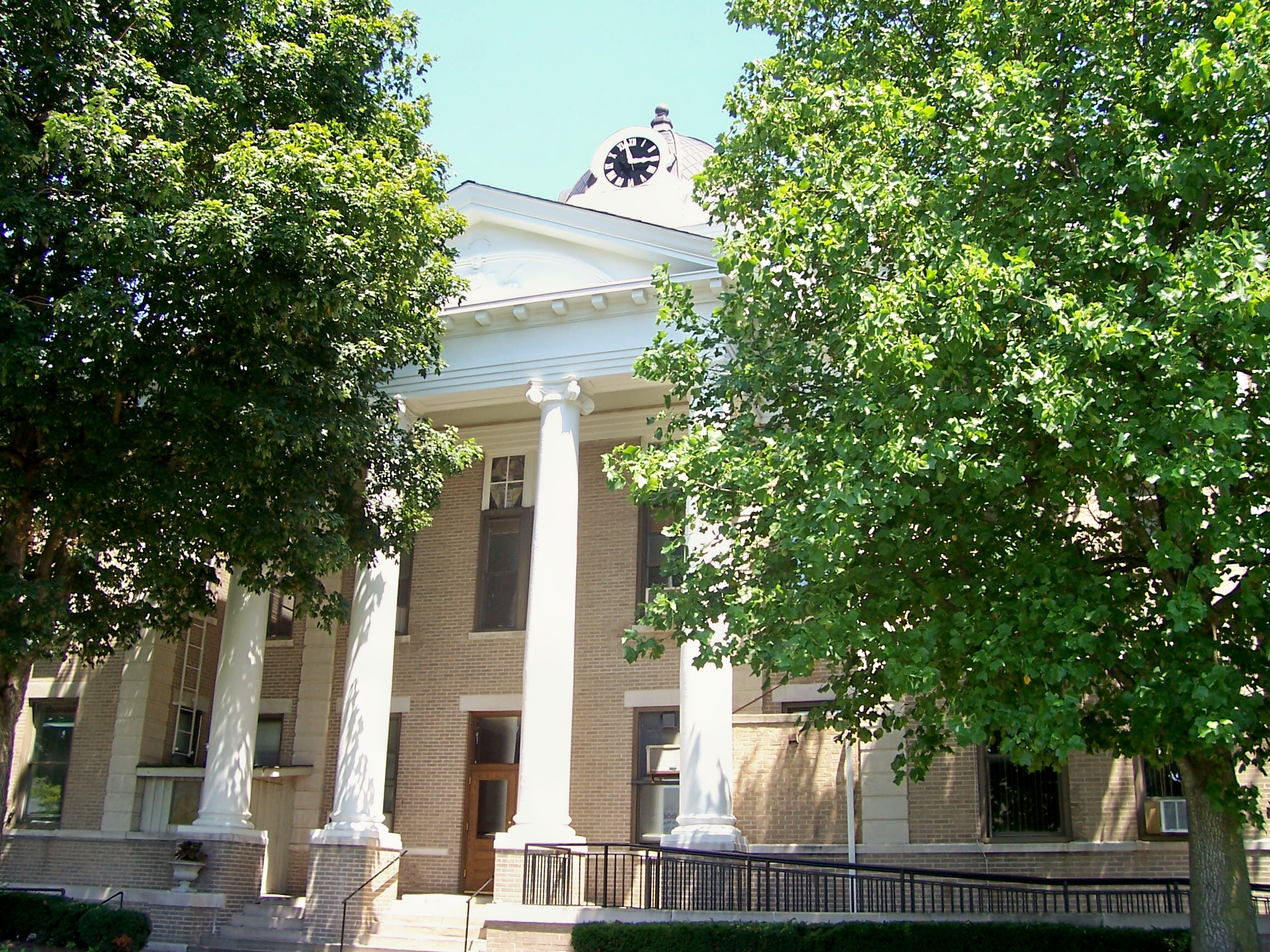
マレー市コート広場にあるカロウェイ郡庁舎

マレー市は1820年代のいずれかの時点で郵便局と交易拠点のある街として始まっていた。当時は初期開拓者のジェイムズ・ウィリスを顕彰し「ウィリストン」と呼ばれていた。その後、町の名は地元商人のロバート・プールにちなんで「プールタウン」と変えられた。その後再度「プレザントスプリングス」に変えられていたが、1844年1月17日の法人化に際して、その前にケンタッキー州選出アメリカ合衆国下院議員を務めていたジョン・L・マレーから、現在の「マレー」に変えられた。
マレー市は当初カロウェイ郡の郡庁所在地ではなかった。1822年、カロウェイ郡とマーシャル郡は1つの郡であり、郡庁所在地はウェイズボロにあった。1842年、ケンタッキー州議会がこの地域を2つの郡に分けた。それから間もなく、新しい郡庁所在地を、ウェイズボロよりも郡の中央にある場所に開発することが決められた。郡の地理的中心となる場所にあった、マレーという村が選ばれた。直ぐに郡庁舎と監獄が建設された。マレーは広さ80エーカー (320,000 m2) の土地に造られ、8本の通りで事業と住宅の区画137個に分割され、マレーが誕生した。

### 南北戦争の時代

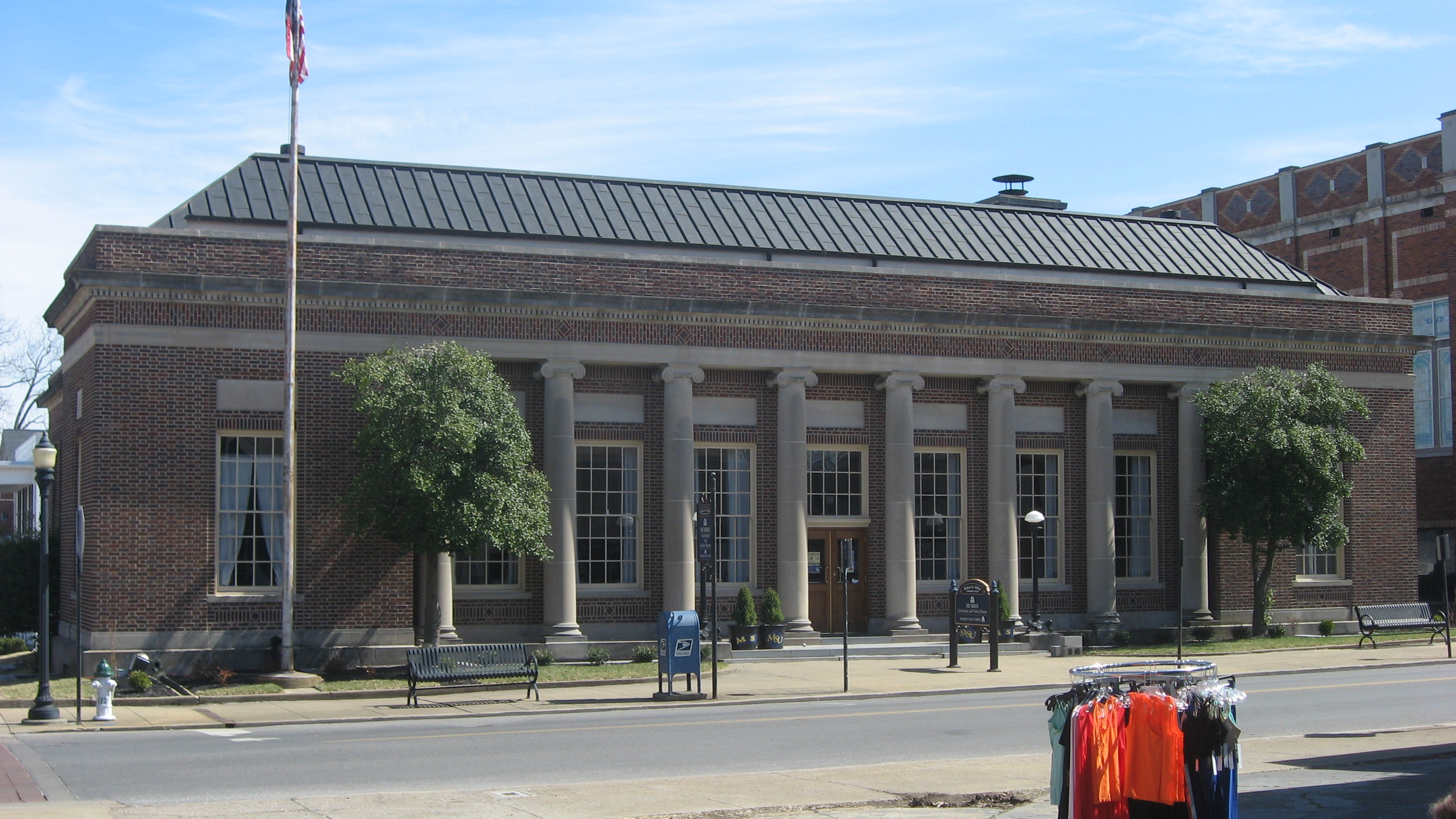
マレー郵便局

マレー市とカロウェイ郡は、南北戦争の間も公式には中立を宣言していたが、この戦争の後半にはアメリカ連合国の支持に大きく傾いていた。市内では大きな戦闘も起きなかったが、ゲリラ戦が起きていた。1862年春、パデューカに駐屯していた北軍の将軍がテネシー川に向かう途中、マレーの市民から彼の望む資産を何でも奪った。マレーの街並みは一度ならず焼かれた。1度はゲリラが市民を襲撃したときに焼かれ、ゲリラは手に持てるだけの貴重品を持ち去った。ジョシュ・エリソンの日記に拠れば、1864年冬、パデューカからの兵士の一群が金曜の夜にコート広場の東側を焼き、月曜日には北側を燃やした。
この地域から800名が南軍に加わり、また200名が北軍に加わったと推計されている。今日ではコート広場の北東側にある記念碑が、南軍退役兵を顕彰している。この記念碑は南軍の娘連合からの寄贈である。真っ直ぐ北を向いていないことでは南部で唯一の南軍記念碑である。その理由について多くの逸話があるが、どれも公式のものにはなっていない。

## 地理
マレー市は北緯36度36分34秒 西経88度18分56秒 / 北緯36.60944度 西経88.31556度 (36.609494, −88.315656)に位置している。
アメリカ合衆国国勢調査局に拠れば、市域全面積は9.7平方マイル (25 km2)であり、全て陸地である。
マレーの約15マイル (24 km) 東に広さ17万エーカー (690 km2) の「湖群の間の土地国定レクリエーション地域」があり、ハイキングや、エルクとバイソンのウォッチング、バードウオッチング、1850年代の歴史ある建築群、プラネタリウム、自然センター、オフロード車の運転、釣り、ボート、水泳、キャンプなどが楽しめ、また野生生物が多い。

### 気候
マレーは温暖湿潤気候にあり、四季がはっきりしている。暑い月は7月であり平均最高気温は90 °F (32 °C)、最も寒い月は1月で、平均最高気温は45 °F (7 °C) である。

#### 竜巻と嵐
近年は何度か竜巻と嵐に見舞われており、藤田スケールF4の竜巻が2度起こった。2008年2月5日、ケンタッキー州や周辺州に多くの竜巻が発生し、幾つかが西ケンタッキーも襲った。2009年6月30日、時速90マイル (140 km/h) の突風を伴った嵐が樹木を倒し、建物に被害を与えた。2009年7月4日にも竜巻が西ケンタッキーで発生し、独立記念日の行事が損なわれた。
| マレーの気候                            | マレーの気候 | マレーの気候 | マレーの気候 | マレーの気候 | マレーの気候 | マレーの気候 | マレーの気候 | マレーの気候 | マレーの気候 | マレーの気候 | マレーの気候 | マレーの気候 | マレーの気候    |
| 月                                      | 1月          | 2月          | 3月          | 4月          | 5月          | 6月          | 7月          | 8月          | 9月          | 10月         | 11月         | 12月         | 年              |
| --------------------------------------- | ------------ | ------------ | ------------ | ------------ | ------------ | ------------ | ------------ | ------------ | ------------ | ------------ | ------------ | ------------ | --------------- |
| 最高気温記録 °F （°C）                  | 76 (24)      | 81 (27)      | 88 (31)      | 90 (32)      | 95 (35)      | 106 (41)     | 110 (43)     | 108 (42)     | 108 (42)     | 96 (36)      | 83 (28)      | 79 (26)      | 110 (43)        |
| 平均最高気温 °F （°C）                  | 45 (7)       | 50 (10)      | 61 (16)      | 71 (22)      | 78 (26)      | 86 (30)      | 90 (32)      | 89 (32)      | 82 (28)      | 71 (22)      | 59 (15)      | 47 (8)       | 69.1 (20.7)     |
| 平均最低気温 °F （°C）                  | 28 (−2)      | 32 (0)       | 40 (4)       | 49 (9)       | 58 (14)      | 66 (19)      | 70 (21)      | 68 (20)      | 61 (16)      | 49 (9)       | 40 (4)       | 31 (−1)      | 49.3 (9.4)      |
| 最低気温記録 °F （°C）                  | −16 (−27)    | −9 (−23)     | −3 (−19)     | 23 (−5)      | 34 (1)       | 44 (7)       | 52 (11)      | 49 (9)       | 31 (−1)      | 21 (−6)      | −1 (−18)     | −13 (−25)    | −16 (−27)       |
| 降水量 inch （mm）                      | 4.12 (104.6) | 4.79 (121.7) | 4.74 (120.4) | 5.06 (128.5) | 5.75 (146)   | 4.90 (124.5) | 4.27 (108.5) | 3.47 (88.1)  | 3.51 (89.2)  | 4.17 (105.9) | 5.29 (134.4) | 5.68 (144.3) | 55.75 (1,416.1) |
| 降雪量 inch （cm）                      | 5.0 (12.7)   | 3.8 (9.7)    | 1.0 (2.5)    | 0 (0)        | 0 (0)        | 0 (0)        | 0 (0)        | 0 (0)        | 0 (0)        | 0.1 (0.3)    | 0.2 (0.5)    | 0.7 (1.8)    | 10.8 (27.5)     |
| 平均降水日数                            | 9            | 8            | 10           | 9            | 9            | 8            | 8            | 7            | 7            | 7            | 8            | 9            | 99              |
| 平均降雪日数                            | 2.6          | 2.4          | .8           | 0            | 0            | 0            | 0            | 0            | 0            | .1           | .2           | 1.0          | 7.1             |
| % 湿度                                  | 73           | 68           | 64           | 63           | 69           | 72           | 73           | 73           | 71           | 68           | 68           | 73           | 69.6            |
| 平均月間日照時間                        | 137.5        | 145.9        | 192.4        | 231.0        | 261.4        | 277.0        | 279.3        | 263.5        | 225.0        | 217.0        | 147.0        | 130.2        | 2,507.2         |
| 出典1：The Weather Channel Climatology; |              |              |              |              |              |              |              |              |              |              |              |              |                 |
| 出典2：Weatherbase                      |              |              |              |              |              |              |              |              |              |              |              |              |                 |

## 人口動態

### 人口データ
以下は2000年国勢調査による人口統計データである。
| 基礎データ - 人口: 14,950 人 - 世帯数: 6,004 世帯 - 家族数: 2,869 家族 - 人口密度: 595.1人/km2（1,541.5 人/mi2） - 住居数: 6,622 軒 - 住居密度: 263.6軒/km2（682.8 軒/mi2） 人種別人口構成 - 白人: 88.16% - アフリカン・アメリカン: 6.80% - ネイティブ・アメリカン: 0.21% - アジア人: 2.75% - 太平洋諸島系: 0.02% - その他の人種: 0.68% - 混血: 1.38% - ヒスパニック・ラテン系: 1.73% 年齢別人口構成 - 18歳未満: 13.6% - 18-24歳: 33.7% - 25-44歳: 20.7% - 45-64歳: 16.0% - 65歳以上: 16.0% - 年齢の中央値: 26歳 - 性比（女性100人あたり男性の人口） - 総人口: 86.7 - 18歳以上: 83.8 | 世帯と家族（対世帯数） - 18歳未満の子供がいる: 19.5% - 結婚・同居している夫婦: 35.6% - 未婚・離婚・死別女性が世帯主: 9.5% - 非家族世帯: 52.2% - 単身世帯: 39.1% - 65歳以上の老人1人暮らし: 13.6% - 平均構成人数 - 世帯: 2.02人 - 家族: 2.70人 収入と家計 - 収入の中央値 - 世帯: 25,647米ドル - 家族: 41,331米ドル - 性別 - 男性: 30,266米ドル - 女性: 22,294米ドル - 人口1人あたり収入: 15,389米ドル - 貧困線以下 - 対人口: 22.1% - 対家族数: 11.2% - 18歳未満: 20.8% - 65歳以上: 9.9% |

### 犯罪
マレーはケンタッキー州でも犯罪率が低いことで定評がある。総犯罪リスク指数は全国の値を100としたときに54となり、半分に近い。

### 宗教
マレー市では様々な宗教の集会が行われている。市内と周辺地域には約75の宗教宗派がある。例えばバプテスト、カトリック、聖公会、末日聖徒イエス・キリスト教会、クリスチャン・サイエンス、チャーチ・オブ・クライスト、ディサイプルス、ペンテコステ派、長老派教会、メソジストなどである。バプテストは25以上の教会があり、最も目立っている。

## 文化

### 年中行事

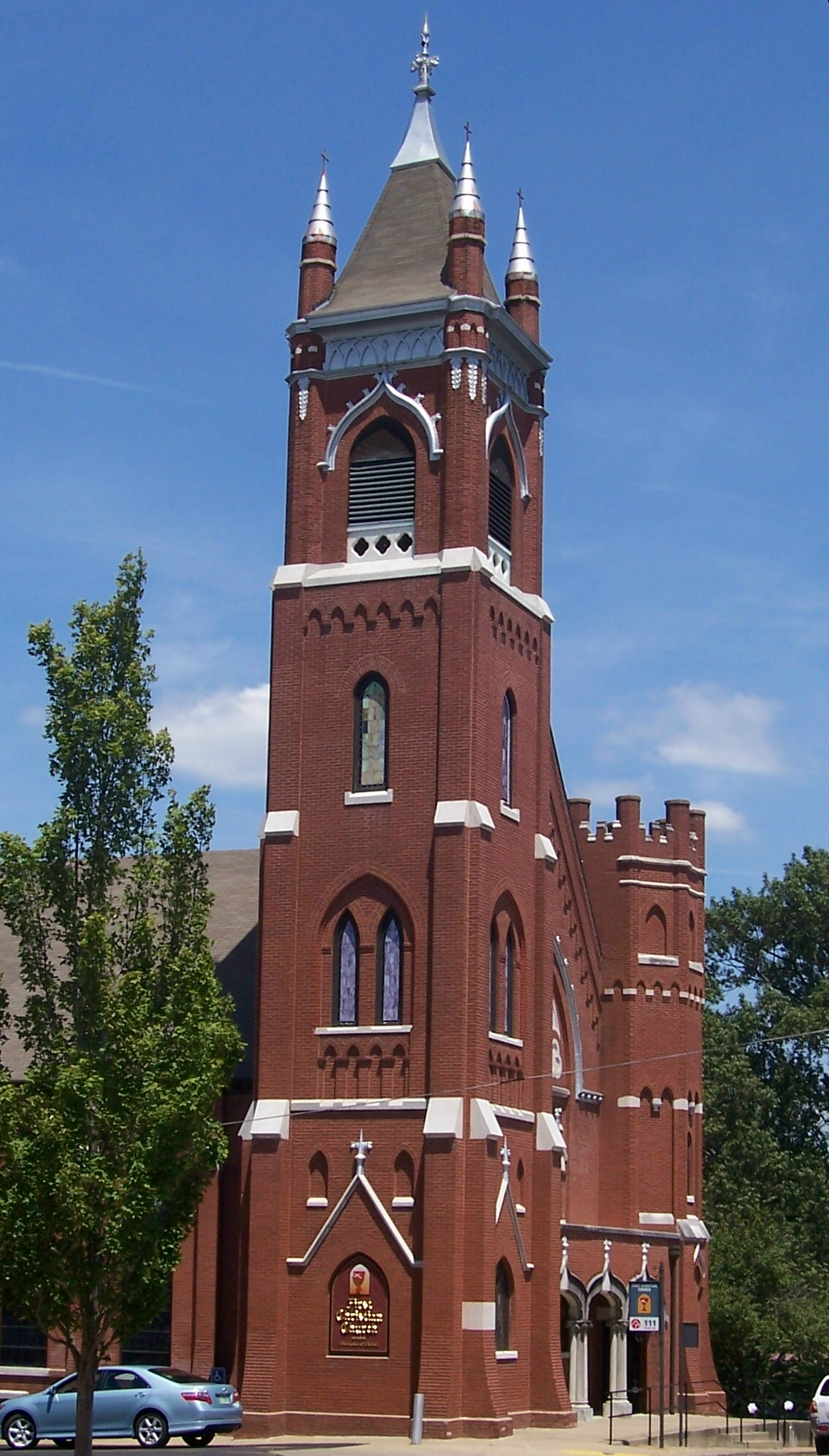
最初のキリスト教会、1844年設立

マレー市では幾つかの祭りや行事を毎年開催している。良く知られたものはフリーダム・フェストの祭りである。開催日は毎年変わるが通常は6月末から7月第1週にかけてである。この祭りの時には、パレード、ファーマーズマーケット、5km競走、ストリートフェアの他、派手な花火大会があり地域中から観客を惹きつけている。2004年のフリーダム・フェストでは、カンザスシティ・バーベキュー協会の競技会であるスクェアリン・オン・ザ・スクエアがあり、南部や中西部の競技参加者を呼んだ。この祭りで最大の呼び物はコンサートであり、地元のラジオ局で放送され、「フロッギー・フェスト」と名付けられている。過去の公演者には、コンフェデレイト・レイルロード、ローンスター、トラビス・トリット、サラ・エバンス、トレイス・アドキンスなどがいた。
ディッケンズ・アレーは12月第1週末に開催されている。歴史あるマレー市中心街を数世紀前のロンドンに変える。ストリートフェア、家庭料理の販売、時代物衣装を着たキャロルがある。
その他の祭りとしては、西ケンタッキー・ハイランド・ゲームズ・アンド・フェスティバル、ランバージャック・チャレンジ、RCエアクラフト・フライインがある。
2008年10月4日、バンズ・オブ・アメリカの地方大会がマレー州立大学で開催された。この大会には南東部の様々な高校からマーチングバンドの競演があり、またマレー州立大学レーサーバンドの模範演技もあった。

### 博物館とギャラリー
マレー市は小さな都市ではあるが、観光客や市民には大きな都市でのみ得られるような文化の味わいを提供している。クララ・M・イーグル・ギャラリーは複数のレベルの画廊であり、約1,200点の収集品がある。このギャラリーでは、当代アート、アフリカンアート、木工品、スペインのタペストリーなど企画展もある。展示室は8,300平方フィート (770 m2) の広さがある。

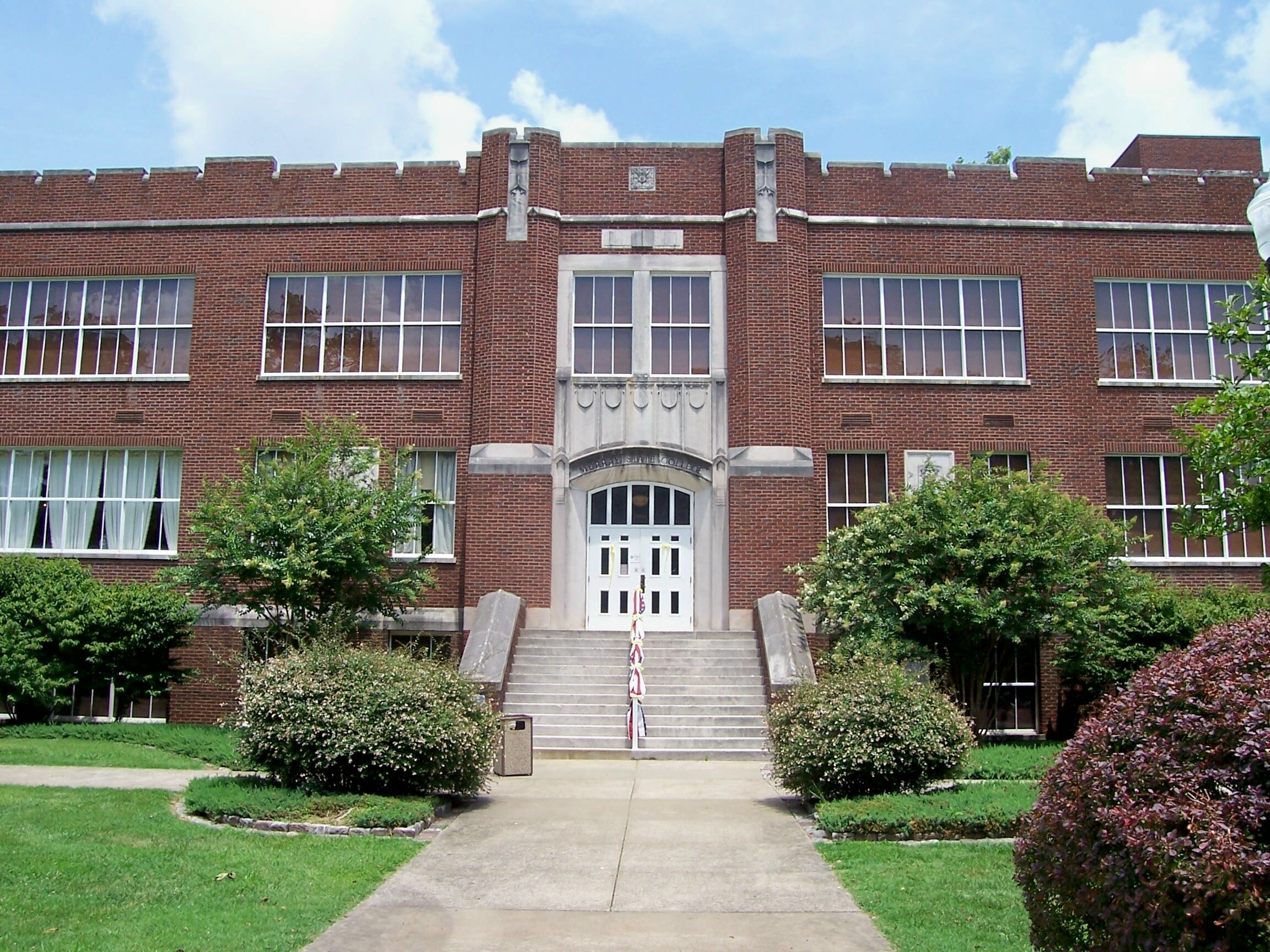
ラザー西ケンタッキー博物館

ラザー西ケンタッキー博物館はマレー州立大学キャンパスに建設された最初の建物に入っており、アメリカ合衆国国家歴史登録財に指定されている。この博物館は一般公開されており、恒久展示と企画展を通じて、ケンタッキー州のジャクソン買収地域の人々の社会の発展、経済と文化の発展に焦点を当てている。

### 公園
マレー市には、中央公園、チェスナット公園、ビークリーク公園と3つの市民公園があり、その面積は200エーカー (0.8 km2) 以上となる。中央公園には3つの水泳プールとオーウェンズ・スプレー・パークがある。その他、サッカー場17面、バスケットボールコート2面、遊技場5か所、野球とソフトボール場9面、バッティングケージ4か所、ライオンズクラブ・スケートパーク、長さ3マイル (5 km) の自然歩道がある。また家族向けに9つの屋根付きピクニック用・パビリオン、マレー・ロータリー円形劇場、西ケンタッキーでは初のドッグパークもある。18ホール、総延長5,200フィート (1,580 m) のディスク・ゴルフコースがあり、この種のものとしては地域初のものだった。

### 公園内のプレイハウス
公園内のプレイハウスは、ケンタッキー州でも最古クラスの地域劇場である。この劇場は中央公園内にあり、1907年に建設された鉄道と貨物の駅を利用して作られた。年間を通じて開いており、オリジナル作品、コンディ、ドラマ、子供劇場、ミュージカルなど何でも公演されている。2008年5月16日、元大統領ビル・クリントンが公園内のプレイハウスに来て、妻ヒラリー・クリントンの大統領選挙について話して行った。

### スポーツ
カレッジ・アスレティックスがマレー地域で選ばれるスポーツ行事である。マレー州立大学は大学スポーツで最高レベルにあるNCAAディビジョンIに参加している。オハイオ・バレー・カンファランスで競う16の競技があり、1948年から117のタイトルを取って来た。最も人気が高いのが男子バスケットボールである。NCAAでは1,300勝以上、勝率は0.637 となっており、NCAAの歴史で20位以内に入っている。
マレー州立大学はオハイオ・バレー・カンファランスで、レギュラーシーズンのタイトルを23回、選手権を15回優勝しており、このカンファランスでは最高である。男子バスケットボールからはNBAの選手を輩出しており、中でもジェフ・マーティン、ポパイ・ジョーンズ、ジョー・ファルクスが有名である。ファルクスはバスケットボール殿堂入りしており、またジャンプショットのパイオニアとされている。
マレー州立大学フットボール・チームはバスケットボールほど人気は無いが、過去には輝かしい戦績を残しており、バスケットボールに劣らないものである。オハイオ・バレー・カンファランスでは8度優勝し、NFLの選手は17人輩出してきた。さらに有名なのは輩出してきたコーチもいる。ラルフ・フリーガン、フランク・ビーマー、マイク・ゴットフリード、ヒューストン・ナット、ロン・ズークは全てマレー州立大学でコーチの経験を積んだ。オール・アメリカンの第一チームに選ばれた選手が10人、第2、第3チームに選ばれた選手が21人いた。これまで400勝以上しており、中でも1932年にルイビル大学と戦ったときは、105対0という大勝記録を残した。

### 映画館
市内には2つの映画館がある。その1つはチェリ劇場である。7つのスクリーンがあり、封切映画のみを上映している。1967年にスクリーン1つ、600席で始まった。その後増築と改修を重ね、1997年にはスタジアム式290席2つの円形劇場が追加された。2008年、ドルビー3D技術を取り入れた映写機にアップグレードされた。
もう1つはカリスセンター劇場である。シネマ・インターナショナルを入れている。マレー州立大学現代語学部が運営し、学生と大衆には無料で公開している。シネマ・インターナショナルは大学学期中の週末に公開されている。年間では世界中の監督によるあらゆるジャンルの映画18本が上映される。

## 教育
マレー独立教育学区は、1872年に町の中央に初めての学校が建設されてい以来の町の一部となってきた。この教育学区には毎年1,800人以上の児童生徒が通っている。この学区は優れて公共教育を行うことで知られている。1974年からナショナル・メリットの決勝に残った者が35人いた。2006年、マレー高校の試験成績は州内第9位だった。スタンダード&プアーズはマレー独立教育学区を州内で優秀な18学区の1つに認定している。
運動の方は、フットボールでケンタッキー州高校運動協会クラスAA、陸上競技でクラスAに参加しており、これらは協会がクラスを分けている数少ないスポーツである。その他には、バスケットボールがクラスAである。課外活動でも、バンド、芸術、社交クラブ、学術チームまで様々なものがある。
マレー市の北部と西部の生徒はカロウェイ郡教育学区の学校に通い、市内残りの部分の生徒はマレー独立教育学区の学校に通っている。

### 高等教育機関
マレー市には4年制公立のマレー州立大学がある。1922年に設立され、マレー師範学校として出発した。今日准学士11学科、学士64学科、修士42学科を抱え、学生数は1万人を超えている。

## メディア
市内唯一の日刊紙は「マレー・レッジャー&タイムズ」である。128年の歴史があり、地元で運営されている。週6に発行され、市内と郡内で7,200部が印刷されている。郵便で受け取る市外の購読者もいる。週刊紙「マレー・ステート・ニューズ」は学生が発行する新聞であり、学生だけでなく、市民にも読まれている。キャンパスのニュース、スポーツ、活動、意見を掲載している。
市内で聴取できるラジオ局は4局あり、FM、AM各2局ずつである。
テレビ局が2つある。ケンタッキー州教育テレビのネット局とCWテレビジョンネットワークの系列局である。他にもCBS、ABC、NBC、FOX系列の放送を視聴できる

## インフラ

### 交通

#### 道路
- アメリカ国道641号線、市内では12番通り、市内に出入りする幹線道である。北ではパーチェイス・パークウェイに、南では州間高速道路40号線に接続している。4車線あるが、市内の区間では1日25,000台と通行量が多い。市の南はテネシー州境まで2車線である。しかし、ケンタッキー州交通キャビネットが6年計画を立て、4車線に拡張する考えである。現在の道路はテネシー州から低い消費税率を求めて来るのと、2012年7月の住民投票以前は包装容器入りアルコール飲料を求めてテネシー州に行くのとで、混雑していた[26]。
- ケンタッキー州道80号線、最新の上下分離道路。東のコロンバスからバージニア州境まで繋いでいる。一部はアメリカ国道68号線に繋がれ、湖群の間の土地国定レクリエーション地域を通っている。観光や工業用途に使われることで経済効果があると予測されている。
- ケンタッキー州道94号線、地元ではメインストリート、市内を東西に抜ける幹線道。西のヒックマン近くで州道1282号線と、東のオーロラ近くで州道80号線と接続する。
- ケンタッキー州道121号線、地元では4番通り、西で州道80号線と東のテネシー州境でテネシー州道119号線と接続する。

この他の道路建設計画として州道121号線のしない部分を拡張する計画がある。現在の1日交通量は12,000台である。また中心街を迂回する4車線のバイパスが、市内の混雑を緩和できると見られている。

#### 空港
最寄りの空港はマレー・カロウェイ郡空港である。カイル・オークリー飛行場とも呼ばれ、24時間ゼネラル・アビエーション空港である。滑走路長さ6,200フィート (1,890 m)、幅100フィート (30 m)、機体重量6万ポンド(27,000 kg) までの2輪航空機を扱うことができる。コールサインは "CEY" である。

#### MCTA
マレー・カロウェイ交通局（MCTA)が、市内のバス便を運行する「レーサールーツ」サービスを始めた。自家用車を所有していない市民へのサービスもある。

#### 鉄道
KWT鉄道がマレー市の1マイル (1.6 km) 北から南のテネシー州ブルーストンに運行する路線の運営を始め、その先はCSXトランスポーテーションを使ってメンフィスとその延長に繋がっている。

### 公益事業
市内の電力はマレー電力システムが供給している。この企業は地元が所有し、テネシー川流域開発公社から電力を購入している。電力料金はキロワット時7.2セントと、国内でも安い方である。近年は通信事業も始めた。12Mbit/sまでのインターネット・サービス、家庭用電話、デジタル・ケーブルテレビ・サービスを行っている。
天然ガスと上水道は、マレー市の公共事業局が供給している。天然ガスには約5,500件の顧客がおり、年間 1,300,000 立方フィート (37,000 m3) を使用している。上水は年間13億ガロン (490,000 m3) を、全長105マイル (169 km) の本管で送っている。現在の下水道は1992年に建設され、処理能力は1日700万ガロン (26,000 m3) である。現在の処理場は1日360万ガロン (13,500 m3) を処理している。マレー下水処理場は1日400万ガロン (15,100 m3)  を処理し、全長122マイル (196 km) の下水管と繋がっている。

## 著名な出身者
- ゴードン・クーパー、アメリカ航空宇宙局 (NASA) 所属の宇宙飛行士